# Tsonyo Vasilev
Tsonyo Dimitrov Vasilev (Targovishte, 7 de janeiro de 1952 - 2 de junho de 2015) foi um futebolista búlgaro, ele atuava como defensor.

## Carreira
Tsonyo Vasilev fez parte do elenco da Seleção Búlgara de Futebol da Copa do Mundo de 1974. 